# Pokémon Cristal : Raikou, la légende du tonnerre
Pokémon Cristal : Raikou, la légende du tonnerre (ポケットモンスタークリスタル・ライコウ　雷の伝説, Pocket Monsters Crystal: Raikou - Kaminari no Densetsu) est un long métrage d'animation Pokémon sorti au Japon, le 30 décembre 2001.
Il sortira le 3 juin 2006 en France, coupé en 3 épisodes (de 12 à 14) dans la série Pokémon Chronicles.

## Synopsis
On retrouve Jimmy et son Typhlosion dans leur voyage Pokémon, ils affrontent et gagnent contre un Dresseur et son Kicklee. Non loin d'ici, Attila et Hun arrivent sur une base de la Team Rocket pour voir le cristal miracle. Cette invention peut stocker de l'énergie électrique et attirer les Pokémon Électriks. Après son combat, Jimmy rentre dans un Centre Pokémon où il rencontre son amie Marina, en pleine conversation vidéo avec leur ami commun Vincent. Lors d'un combat 2 contre 2 entre les 2 dresseurs, un orage étrange interrompt le combat. Le Feuforêve de Marina s'échappe suivi de sa dresseuse et Jimmy. Ils le rattrapent et rencontrent la Team Rocket avec le cristal miracle. Attila et Hun l'utilisent pour attirer tous les Pokémon électriques et capter leur énergie. Avant que Jimmy et Marina ne puissent les arrêter, un autre coup de foudre signale l'arrivée du légendaire Raikou...

## Doublage
| Personnages                            | Voix originales    | Voix françaises      | Voix anglaises  |
| -------------------------------------- | ------------------ | -------------------- | --------------- |
| Jimmy/Kenta (ケンタ)                   | Kenji Nojima       | Gaëtan Wenders       | Sean Schemmel   |
| Marina (マリナ)                        | Kazusa Murai       | Delphine Chauvier    | Caren Manuel    |
| Vincent/Jun'ichi (ジュンイチ)          | Daisuke Sakaguchi  | Jean-Paul Clerbois   | Kevin Kolack    |
| Attila/Buson (ブソン)                  | Nobuyuki Hiyama    | À ajouter            | Marc Thompson   |
| Hun/Bashou (バショウ)                  | Toshiyuki Morikawa | Marie-Noëlle Hébrant | Veronica Taylor |
| Professeur Orme/Dr.Utsugi (ウスギ博士) | Kazuhiko Inoue     | Jean-Paul Clerbois   | Paul Frank      |
| Eusine/Minaki (ミナキ)                 | Hiroshi Tsuchida   | Sébastien Hébrant    | Dan Green       |
| Kudo (クドウ)                          | Toshikazu Fukawa   | À ajouter            | Greg Abbey      |